# Салмакіс
Салмакіс (дав.-гр. Σαλμακίς) — нетипова німфа-наяда грецької міфології. Вона відкинула шлях незайманості грецької богині Артеміди, віддавшись марнославству та неробству.

## Міфологія

### Версія Овідія

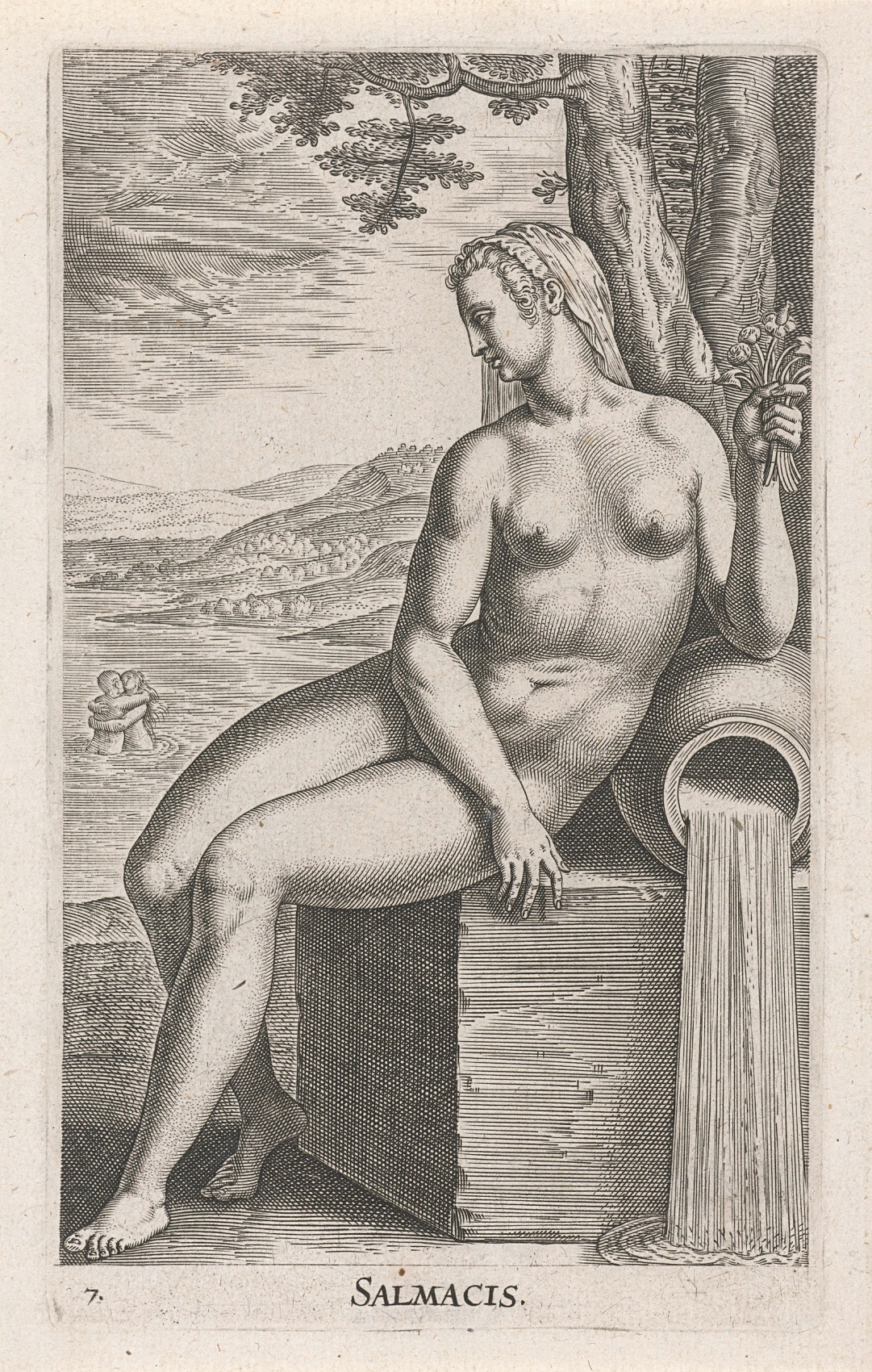
Водяна німфа Салмасіс, гравюра Філіпа Галле (1587)

Спроба Салмакіс зґвалтувати Гермафродита описана в четвертій книзі «Метаморфоз» Овідія (див. також Дерцетис).
Жила-була німфа, не пристосована ні до полювання, ні до стрільби з лука:

не придатна для перегонів. Вона була єдиною Наядою, яка не входила до гурту Діани.

Часто її сестри казали їй: «Візьми списа або

або щетинистий сагайдак, і перерви своє дозвілля на перегони!»

Але вона не брала ні списа, ні стріл,

і не проміняла дозвілля на гонитву.

Замість цього вона омивала свої прекрасні кінцівки і доглядала за волоссям,

а її води були для неї дзеркалом.— Овідій, Метаморфози 4.306–312.
Одного разу Гермафродит вирішив скупатися у своєму ставку. Побачивши його, Салмакіс була вражена любов'ю до нього, підійшла до нього і зізналася йому в коханні, але йому було байдуже, і він зажадав, щоб вона пішла геть. Вона так і зробила, але не змогла стримати свою пристрасть і знову повернулася до нього. Коли Гермафродит вийшов з басейну, вона кинулася до нього і силоміць поцілувала його, коли він намагався втекти. Тоді Салмакіс закричала до богів і благала їх дозволити їм залишитися разом назавжди; і боги відповіли, зливши їх разом назавжди, в божество, яке мало як чоловічу, так і жіночу частини. Таким чином, вона стає одним цілим з Гермафродитом, а він проклинає фонтан, щоб той мав такий самий вплив на всіх, хто купатиметься в ньому.

### Альтернативні версії міфу
В описі, знайденому на залишках стіни в Галікарнасі, мати Гермафродита Афродіта називає Салмакіс німфою, яка вигодувала немовля Гермафродита та піклувалася про нього після того, як батьки віддали його їй на піклування, версія, яка дуже відрізняється від тієї, яку представив Овідій.
Лукіан із Самосати також має на увазі, що Гермафродит народився таким, а не став таким пізніше в житті проти своєї волі, і звинувачує в цьому особу батька хлопчика Гермеса.

## Фонтан Салмакіс
Салмакіс — назва фонтану або джерела, розташованого в сучасному Бодрумі, Туреччина. За деякими класичними авторами, вода мала репутацію жінки, що робить чоловіків жіночними та м'якими. Ця легенда лежить в основі розповіді Овідія про Салмакіс та Гермафродита.

## Стародавнє мистецтво

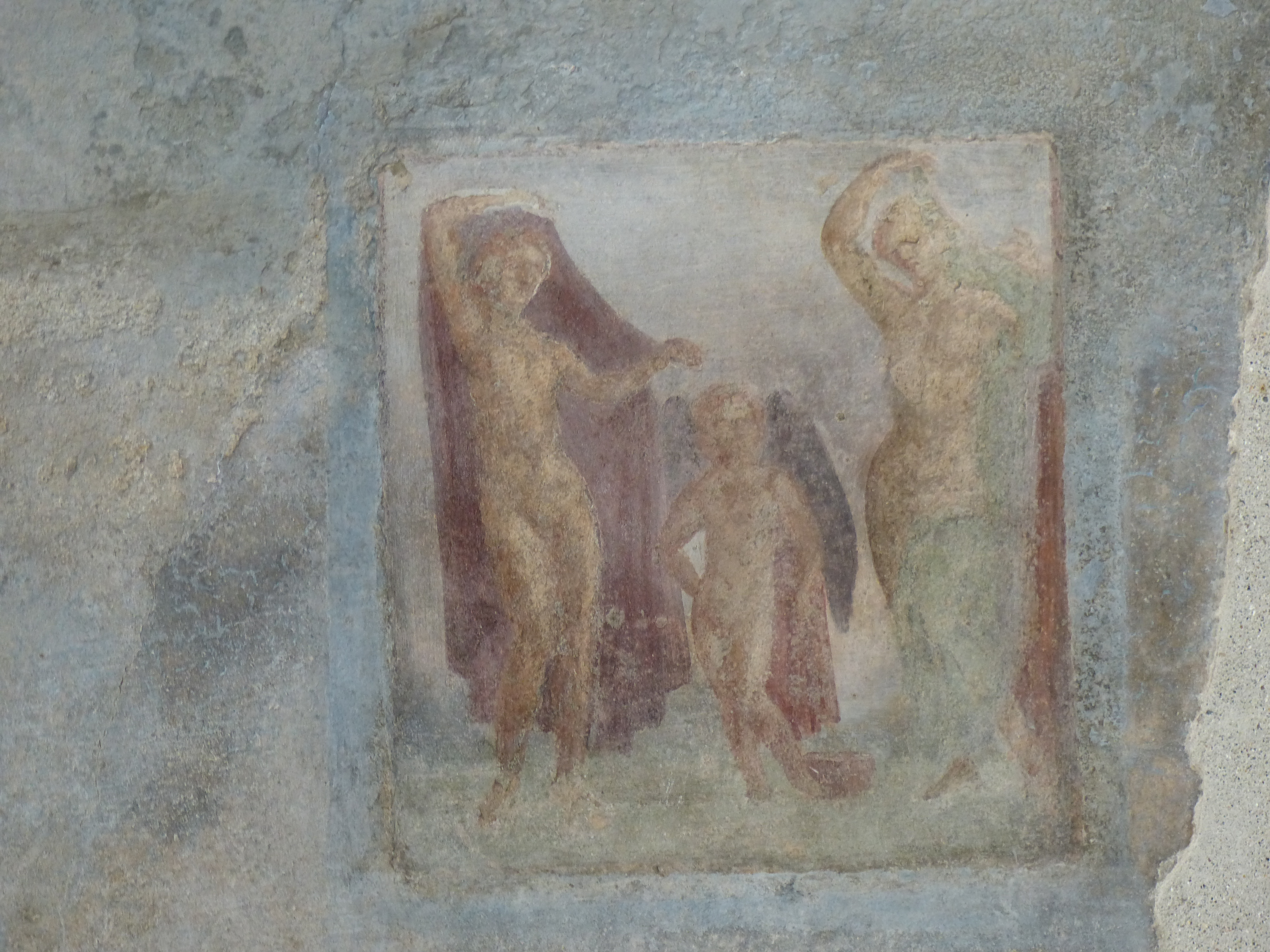
Фреска з Будинку Венери в Конкільї

Фреска в кімнаті 10 Будинку Венери в Конкільї (Будинок Венери в мушлі) у Помпеях зображує Ерота, що стоїть між Гермафродитом і Салмакіс. Фреска, ймовірно, є найдавнішим (до 79 року нашої ери) і єдиним стародавнім твором мистецтва водяної німфи до її союзу з Гермафродитом.

## Посткласичні відгуки

### Скульптура

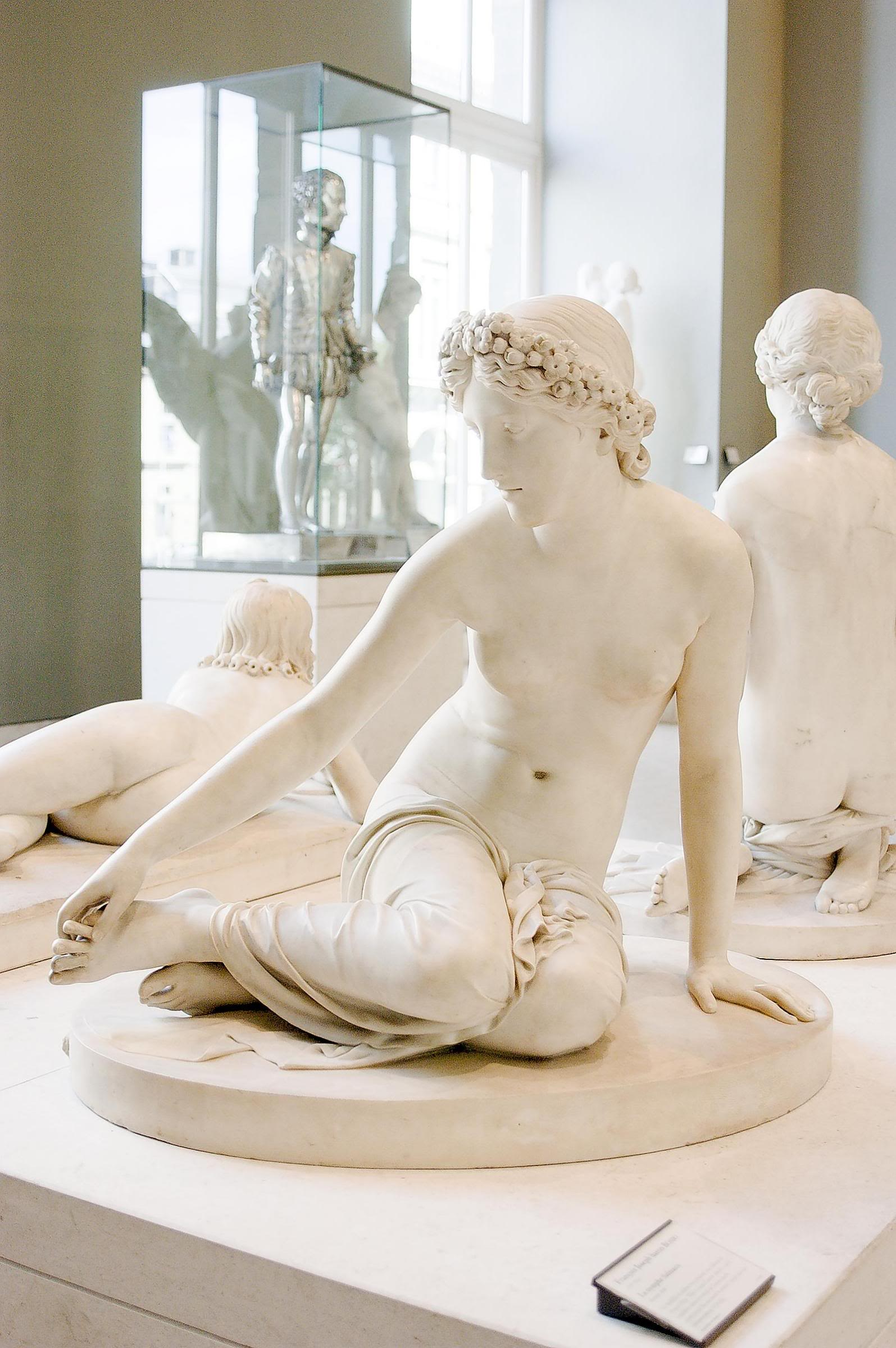
Німфа Салмакіс, Франсуа-Жозеф Бозіо, 1826 (Лувр)

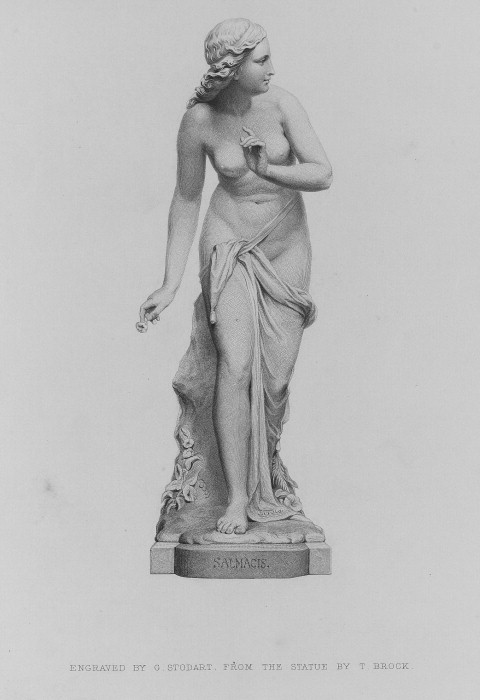
Здивована купальниця,Томаса Брока, 1868

Скульптуру Франсуа-Жозефа Бозіо «Німфа Салмакіс» 1826 року можна побачити в музеї Лувр у Парижі.
Скульптуру сера Томаса Брока із Салмакіс (інші назва - «Здивована купальниця») було створено 1868 року. Вона була змодельована і виставлена у Королівській академії в Лондоні 1869 року. Починаючи з 1875 року виготовляли різноманітні порцелянові копії, одна із яких була представлена на Паризькій виставці 1878 року.
«Fontana Greca» («Грецький фонтан») — фонтан епохи Відродження, розташований у Галліполі на півдні Італії. Фонтан має барельєфи, що зображують три метаморфози в грецькій міфології. Центральний барельєф показує Ерота, що летить поруч з Афродітою, тоді як Гермафродит і Салмакіс зображені внизу, лежачи разом і обійнявшись.

### Живопис

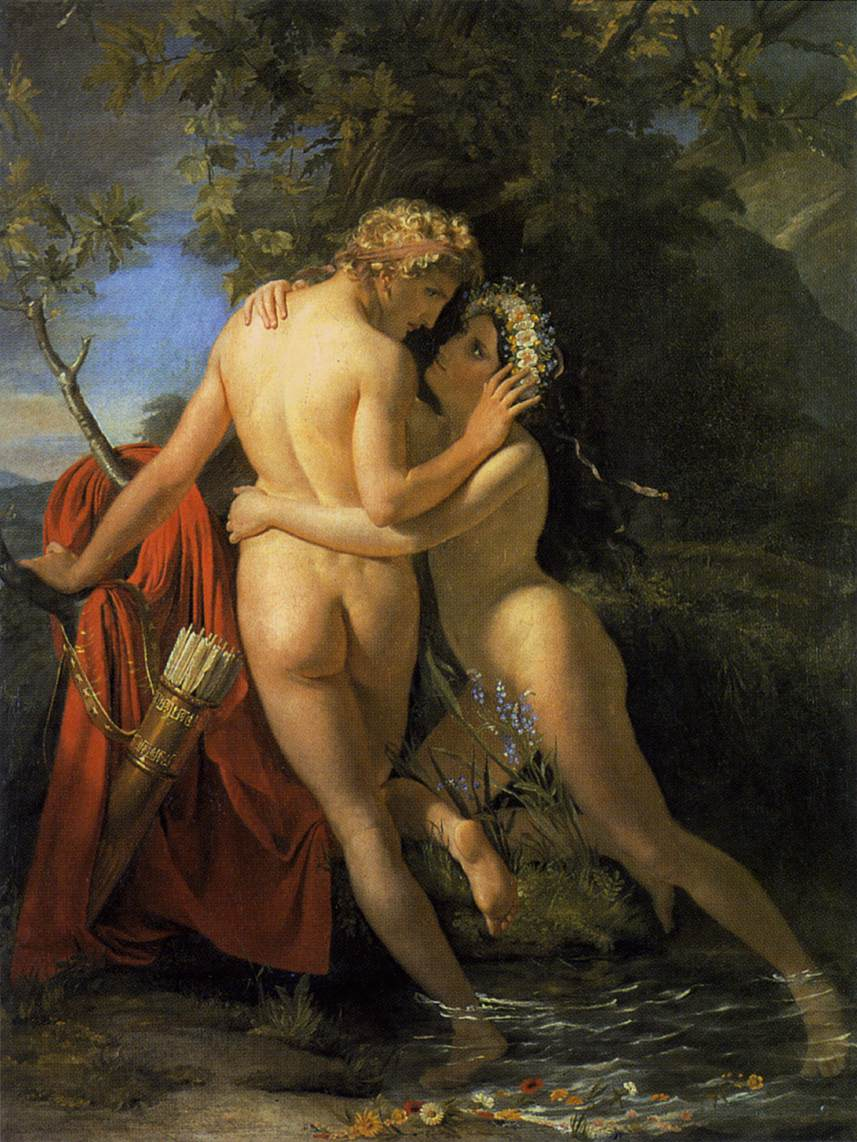
Франсуа-Жозеф Наве «Німфа Салмакіс і Гермафродит» (1829)

«Німфа Салмакіс і Гермафродит» (1829)]]

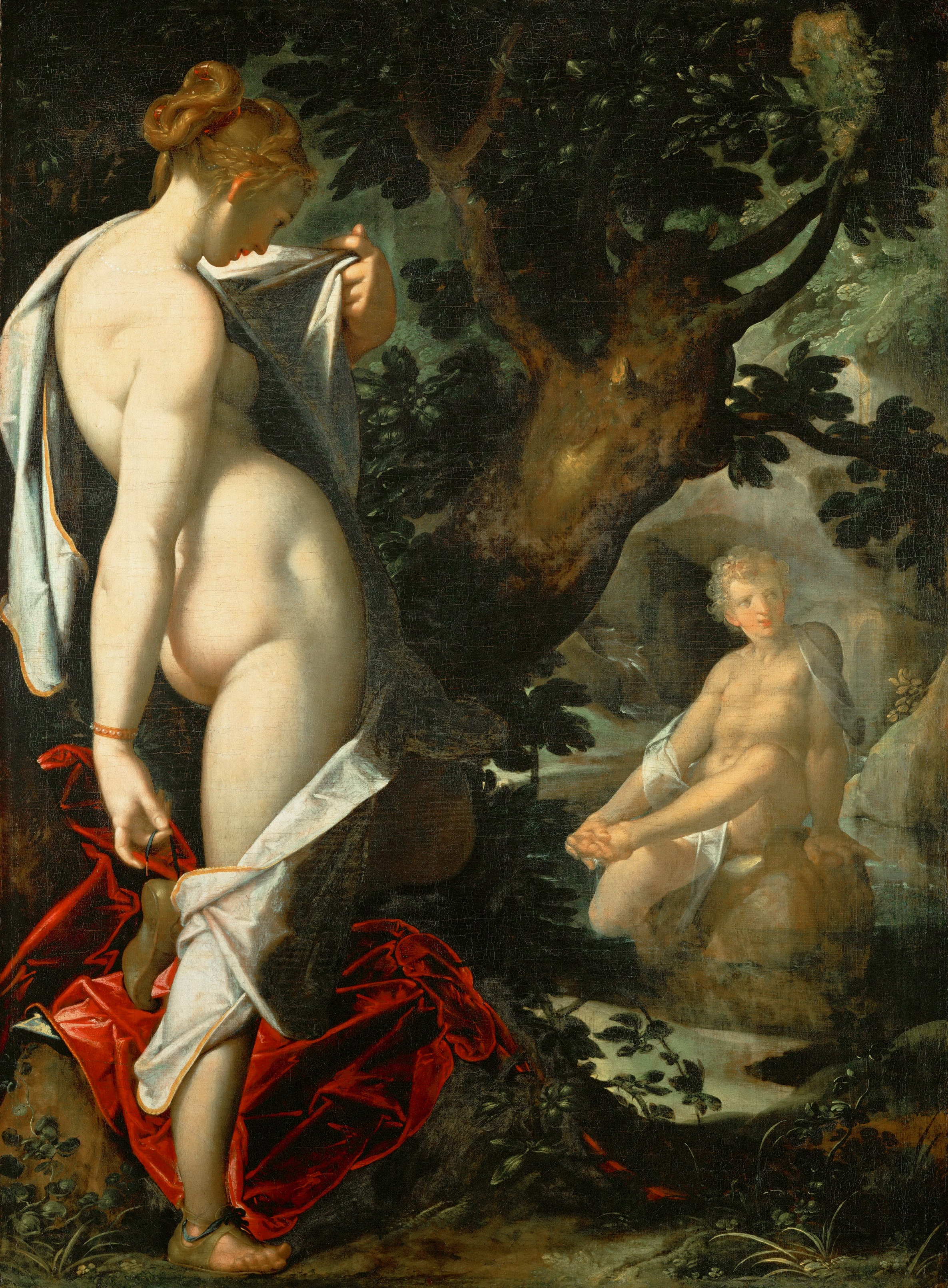
Бартоломеус Шпрангер «Салмакіс і Гермафродит» (1581)

Картина про Салмакіс 1877 року французького художника Шарля Ланделля була однією з найбільш захоплюваних робіт на Паризькій виставці за версією The Art Journal 1878 року. На картині зображена здивована Салмакіс, яка сидить серед очерету і з тривогою притискає драпірування до грудей.

### Музика
Британський прогресивний рок-гурт Genesis створив пісню під назвою «Fountain of Salmacis» у своєму альбомі Nursery Cryme 1971 року. У ньому розповідається про спробу Салмакіс зґвалтувати Гермафродита. Наприкінці пісні в тексті сказано, що Салмакіс і Гермафродит були «об'єднані як одне ціле» і вічно живуть під озером, з якого з'являється фонтан.